# سيلسو دوارتي
سيلسو دوارتي (بالإسبانية: Celso Duarte)‏ هو عازف جاز وعازف قيثارة ومغني باراغواياني، ولد في 1 يونيو 1974 في فيلاريشا في باراغواي.

## وصلات خارجية
- سيلسو دوارتي على موقع ميوزك برينز (الإنجليزية)
- سيلسو دوارتي على موقع ديسكوغز (الإنجليزية)